# Gypsophila brachypetala
Gypsophila brachypetala là loài thực vật có hoa thuộc họ Cẩm chướng. Loài này được Trautv. mô tả khoa học đầu tiên năm 1873.